# Neumarkt (Dresden)

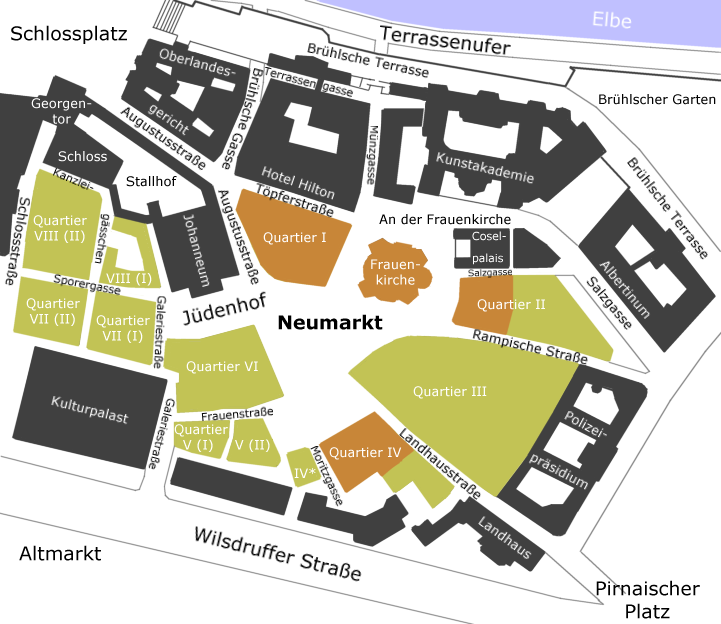

De Neumarkt is een plein tussen de Altmarkt en de Elbe in het centrum van de Duitse stad Dresden. Samen met de Altmarkt, Theaterplatz en de Schloßplatz is het een van de beeldbepalende pleinen van de oude binnenstad.
De Neumarkt ontstond in de zestiende eeuw toen de stadsmuren verlegd werden. In de achttiende eeuw werd deze vergroot. De barokke bebouwing werd door het bombardement op Dresden grotendeels vernield. Na het puinruimen werd het een grote open ruimte rond de ruïne van de Frauenkirche, het Johanneum, het Kulturpalast en het Kurländer Palais.
Het plein en de omgeving zijn na de oorlog weer opgebouwd in communistische stijl, na die Wende werd er besloten om het plein in zijn glorie te herstellen. Vele gebouwen werden in tussentijd gereconstrueerd. De Neumarkt verandert nog steeds omdat anno 2019 nog niet alles gereconstrueerd is.

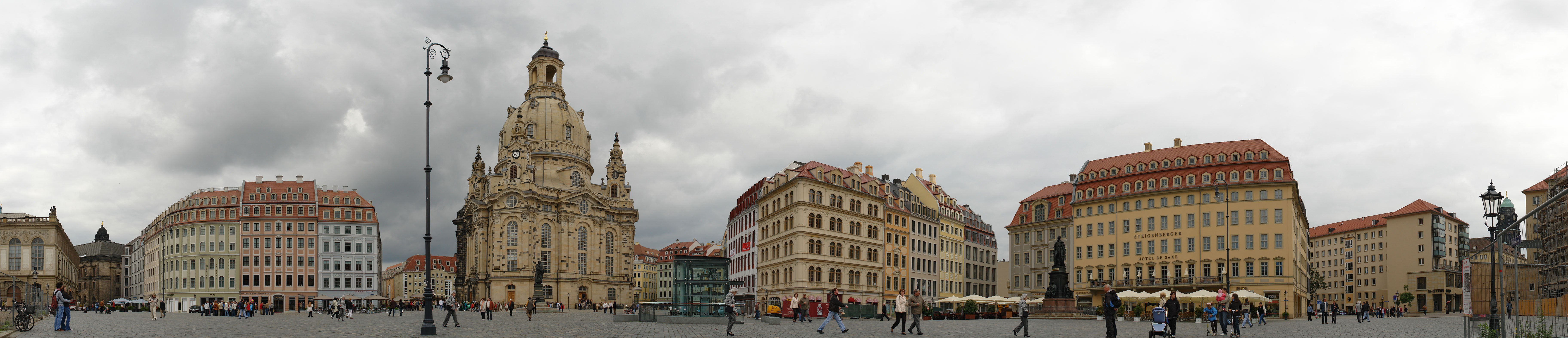

## Geschiedenis

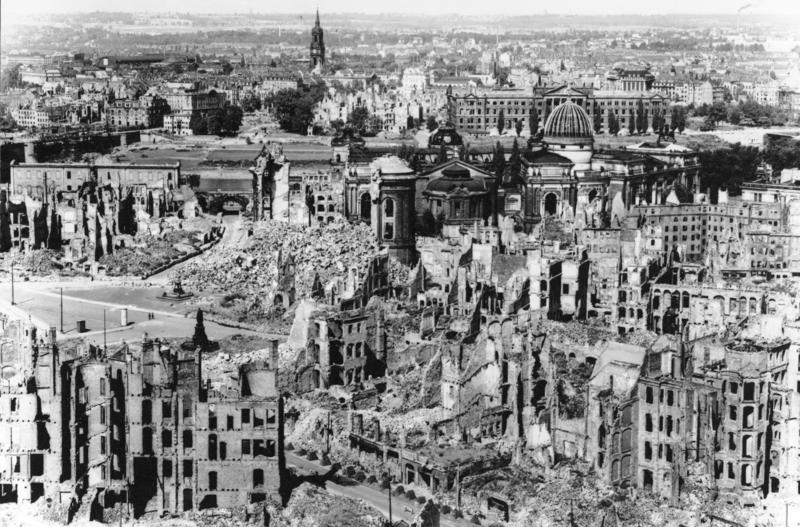
Verwoeste Neumarkt in 1945

De Neumarkt lag aanvankelijk net buiten de stadswal van Dresden. Na uitbreiding van de stad werd de bestaande markt aan de Kreuzkirche voortaan de Altmarkt en deze de Neumarkt. De stadsmuur werd gesloopt en maakte plaats voor nieuwe gebouwen. In 1591 werd het Johanneum gebouwd. Nadat er eerst in renaissance-stijl gebouwd werd ging men later over naar barok. De gotische Frauenkirche werd vergroot in barokstijl. Aan het einde van de negentiende eeuw bouwde koning Albert de neoclassicistische Kunstakademie.
Tijdens de luchtaanvallen van 13 en 14 februari 1945 werd het grootste gedeelte van de Neumarkt verwoest. Enkele dele van de trappenhuizen van de Frauenkirche en de omringde muren van het Johanneum bleven overeind. Met wilde het puin van de Frauenkirche verwijderen maar dit stuitte op protest van de bevolking en uiteindelijk werd de kerk als oorlogsmonument bewaard.
Hoewel een aantal historische gebouwen in de stad herbouwd werden bleef de Neumarkt lange tijd onaangeroerd. In 1969 werd met het Kulturpalast een scheiding tussen de Altmarkt en Neumarkt geopend en ongeveer in dezelfde periode werd het Johanneum gerestaureerd. Na de Duitse hereniging werd besloten om de Frauenkirche herop te bouwen alsook de markt opnieuw in te richten en in oude glorie te herstellen. 